# Systematik der Minerale
Unter der Systematik der Minerale versteht man eine nach chemischer Zusammensetzung und Kristallstruktur sortierte Liste aller bekannten Mineralarten. 
In der Mineralogie werden zwei grundlegende Systematiken unterschieden: Die überwiegend im deutschsprachigen Raum gebräuchliche Systematik nach Hugo Strunz und die im englischen Sprachraum, vor allem in den Vereinigten Staaten, verwendete Systematik nach James Dwight Dana. Oberflächlich betrachtet, sehen sich beide Systematiken recht ähnlich, da deren erste, grobe Klassifikation, die sogenannte „Mineralklasse“, in beiden Systemen der chemischen Zusammensetzung folgt.
Je nach Auflage der Systematik schwankt die Anzahl der Mineralklassen in dieser ersten Einteilung zwischen acht und zehn.
Bei den weiteren Unterteilungen orientieren sich die alte Systematik der Minerale nach Strunz (8. Auflage) und auf dieser basierend die Lapis-Systematik von Stefan Weiß sowie die 2001 herausgegebene und in vielen Teilen neu definierte Systematik der Minerale nach Strunz (9. Auflage) allerdings weiterhin zunächst an der chemischen Zusammensetzung, während die Systematik der Minerale nach Dana die Kristallstruktur als Unterscheidungsmerkmal vorzieht. Daher ist unter anderem der Quarz in der Strunzschen Systematik aufgrund der Verbindung SiO2 den Oxiden zugeordnet. Sein kristalliner Aufbau aus miteinander verbundenen SiO4-Tetraedern entspricht aber der von Silikaten, unter denen er nach Danas Systematik auch zu finden ist.

## Mineralklassen

### I Elemente
In dieser Mineralklasse sind alle gediegen, also in der Natur in elementarer Form vorkommenden chemischen Elemente versammelt. Hierzu zählen 33 Elemente, von denen einige in mehreren Modifikationen stabil oder metastabil auf der Erdoberfläche existieren können wie beispielsweise Kohlenstoff in Form von Diamant, Graphit, Chaoit und Fullerit. Zur Klasse der Elemente werden auch natürliche Legierungen, Intermetallische Verbindungen, Carbide und Verwandte gezählt. Diese Minerale sind selten, haben aber teilweise eine gewisse wirtschaftliche Bedeutung. Insgesamt zählen rund 150 Mineralarten zur Klasse der Elemente.
- Beispiele:
  - Metalle und Legierungen beziehungsweise intermetallische Verbindungen: Gold (Au), Silber (Ag) Quecksilber (Hg), Luanheit (Ag3Hg), Goldamalgam ((Au,Ag)Hg), Zhanghengit (β-CuZn)
  - Halbmetalle (Metalloide) und Nichtmetalle: Antimon (Sb), Graphit (C), Diamant (C), Silicium (Si), Schwefel (S), Selen (Se), Tellur (Te), Moissanit (SiC), Nierit (Si3N4)

### II Sulfide, Sulfosalze und verwandte Verbindungen
Zur Klasse der Sulfide und Sulfosalze gehören alle Verbindungen zwischen Metallen und den Chalkogenen Schwefel, Selen, Tellur (Te), Arsen, Antimon und Bismut (Bi, früher Wismut), entsprechend also Selenide, Telluride, Arsenide, Antimonide, Bismutide, Sulfarsenide, Sulfantimonide und Sulfbismutide. Hierzu zählen etwa 750 Minerale. Die meisten Metalle (insbesondere die Buntmetalle) werden aus sulfidischen Erzen gewonnen.
- Beispiele:
  - Sulfide: Galenit (Bleiglanz), Pyrit (Eisenkies), Sphalerit (Zinkblende), Cinnabarit (Zinnober), Chalkopyrit (Kupferkies)
  - Sulfosalze: Miargyrit, Aikinit, Baumhauerit, Freieslebenit, Enargit

### III Halogenide
Die zurzeit etwa 230 Halogenide bestehen aus einer Verbindung mit den Halogenen Fluor, Chlor, Brom oder Iod mit Kationen wie Natrium oder Calcium. Die Vertreter dieser Minerale treten in Salzlagerstätten auf.
- Beispiele: Fluorit (Flussspat), Halit (Steinsalz), Sylvin (Kalisalz), Kryolith, Carnallit

### IV Oxide und Hydroxide
Aus der Verbindung von Metallen oder Nichtmetallen mit Sauerstoff oder Hydroxygruppen (OH− -Gruppen) entstehen die Oxide beziehungsweise Hydroxide (frühere Schreibweise Oxyde bzw. Hydroxyde). Während Hydroxide an der Erdoberfläche als so genannte Sekundärminerale entstehen, bilden sich Oxide unter hohem Druck im Erdinneren.
Zusammen mit den verwandten Verbindungen der Arsenite, Antimonite, Bismutite, Sulfite, Selenite, Tellurite, Iodate und der V[5,6]-Vanadate sowie der Uranyl-Hydroxide zählen rund 750 Minerale zu dieser Klasse.
- Beispiele: Spinell, Magnetit, Korund, Goethit, Böhmit, Eis

### V Carbonate und Nitrate
Zur Klasse der Carbonate (veraltet: Karbonate) und Nitrate zählen die Salze der Kohlensäure und Salpetersäure. Unter den Uranylverbindungen zählen noch die Uranylcarbonate zu dieser Klasse.
Carbonate haben als Hauptbestandteil der Kalksteine eine große Verbreitung, während Nitrate nur in wenigen Salzseen in den Tropen auftreten. Insgesamt zählen rund 260 Minerale zu den Carbonaten und Nitraten.
- Beispiele: Calcit (Kalkspat), Aragonit, Dolomit, Azurit und Malachit

### VI Borate
Borate sind die Salze der verschiedenen Borsäuren. Aus strukturellen Gründen ist die Vielfalt der Borate sogar noch größer als die der Silikate. Die rund 160 bekannten Boratminerale werden je nach Art der Systematik in fünf (Insel-, Gruppen-, Ketten-, Schicht- und Gerüstborate) oder acht (Mono-, Di-, Tri-, Tetra-, Penta-, Hexa-, Hepta- und andere Megaborate sowie unklassifizierte Borate) Unterklassen differenziert. Borate sind seltene Minerale, die man fast nur in Salzseen findet.
- Beispiele: Borax, Boracit, Ulexit

### VII Sulfate, Selenate, Tellurate, Chromate, Molybdate und Wolframate
Zur Klasse der Sulfate, Selenate, Tellurate, Chromate, Molybdate und Wolframate zählen die Salze der Schwefelsäure, Chromsäure, Molybdänsäure und Wolframsäure, außerdem die Selenate und Tellurate mit zweiwertigen tetraedrischen Komplexionen (Bsp. [SO4]2−) sowie die Uranylsulfate, Uranylmolybdate, Uranylwolframate und Thiosulfate. Die Gruppe umfasst etwa 450 Mineralien. Während Sulfate große Bedeutung in Sedimentgesteinen haben und Wolframate in wirtschaftlich relevantem Maße in hydrothermalen Lagerstätten auftreten können, sind die anderen Untergruppen sehr selten.
- Beispiele: Gips, Anhydrit, Ettringit, Krokoit, Scheelit

### VIII Phosphate, Arsenate und Vanadate
Zu den derzeit rund 980 Phosphaten, Arsenaten und Vanadaten zählen alle Minerale mit dem Säurerest H3XO4, wobei X für Phosphor, Vanadium, Arsen stehen. Außerdem zählen die Uranylphosphate und Uranylarsenate zu dieser Klasse. Das einzige gesteinsbildende Mineral dieser Gruppe ist der Apatit, andere Minerale treten stets nur in geringen Mengen auf.
- Beispiele: Apatit, Monazit, Xenotim, Vanadinit, Türkis

### IX Silikate und Germanate
Die Silikate mit ihren vielen gesteinsbildenden Mineralen stellen die größte Klasse (einschließlich Quarz über 90 % der Erdkruste) dar, in denen das [SiO4]4−-Tetraeder einen wesentlichen Baustein darstellt. Hinzugezählt werden außerdem die sehr seltenen Germanate mit dem Grundbaustein [GeO4]4−.
- Beispiele Silikate: 
  - Inselsilikat: Zirkon
  - Gruppensilikat: Melilith
  - Ringsilikat: Turmalin
  - Kettensilikat: Diopsid
  - Bandsilikat: Hornblende
  - Schichtsilikat: Kaolinit
  - Gerüstsilikat: Orthoklas

- Beispiel Germanate:
  - Otjisumeit

### X Organische Minerale
Hierzu zählen Salze organischer Säuren wie die Acetate, Oxalate, Benzol-Salze und Cyanate sowie aliphatische und aromatische Kohlenwasserstoffe, stickstoffhaltige Verbindungen (Amide organischer Säuren oder Heterocyclen) und Harze. Die rund 70 bekannten Organische Minerale haben sowohl geowissenschaftlich als auch wirtschaftlich nur eine sehr untergeordnete Bedeutung und bilden sich überwiegend in der Nähe von Lagerstätten fossiler Brennstoffe.
- Beispiele: Whewellit, Weddellit, Abelsonit, Mellit, Evenkit

Bernstein wird von der IMA zwar nicht als eigenständiges Mineral anerkannt, jedoch in den Mineralsystematiken als Namensgeber einer Mineralgruppe innerhalb der Abteilung „diverser organischer Mineralien“ (früher der „harzähnlichen Verbindungen“) weiterhin aufgeführt.